# Kartodiagram

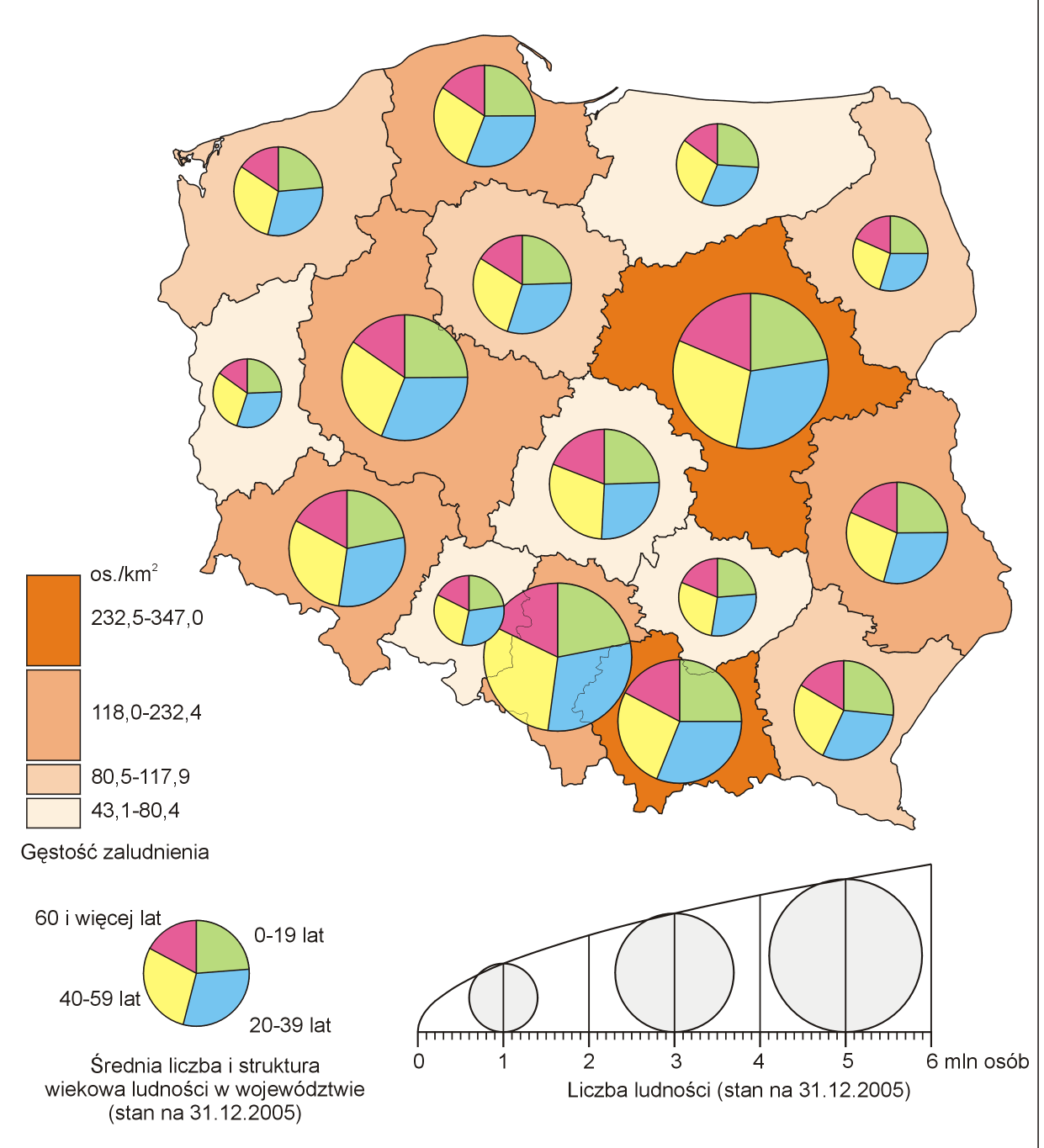
Przykład mapy z kartogramem i kartodiagramem sumaryczno-strukturalnym oraz prawidłowo skonstruowaną doń legendą

Kartodiagram – jedna z kartograficznych metod prezentacji, mapa tematyczna przedstawiająca zmienność wybranych atrybutów obiektów przestrzennych za pomocą umieszczonych na niej diagramów lub wykresów. Ich lokalizacja odpowiada punktom pomiaru lub jednostkom przestrzennym, do których dane się odnoszą (np. gminom, województwom, państwom). Kartodiagram przedstawia wartości w ujęciu bezwzględnym.
Istnieje wiele rodzajów kartodiagramów, podobnie jak wiele jest typów diagramów i wykresów, które można umieścić na mapie: liniowe - wstęgowe i wektorowe, słupkowe, kwadratowe, kołowe, przestrzenne; proste, strukturalne (pokazujące strukturę, np. według gałęzi przemysłu), sumaryczne (prezentujące sumę kilku wartości), złożone (przedstawiające kilka zjawisk) i inne.
Przykłady wykorzystania kartodiagramów:
- mapa, na której słupkami oznaczono wielkość produktu krajowego brutto poszczególnych państw
- mapa z zaznaczonymi miastami, na których wielkość diagramów - kół odpowiada liczbie ich mieszkańców
- mapa z zaznaczonymi ośrodkami przemysłowymi, na której wielkością diagramów – kół – oznaczono liczbę zatrudnionych, a barwami wycinków kół - sektory gospodarki
- mapa przepływów wód w rzekach, wielkości przepływu odpowiada szerokość wstęgi na mapie
- mapa natężenia ruchu pojazdów - liczbie pojazdów odpowiada szerokość wstęgi
- mapa odnotowanych kierunków wiatru - częstotliwości danego kierunku wiatru odpowiada długość strzałki (wektora).

Dość często łączy się metodę kartodiagramu z kartogramem.